# David Šeich
David Šeich (* 9. prosince 1976 Brno) je český politik, v letech 2002 až 2013 poslanec Poslanecké sněmovny Parlamentu České republiky za Občanskou demokratickou stranu.

## Biografie
Absolvoval Právnickou fakultu Masarykovy univerzity v Brně a paralelně s tím i studium politologie na této univerzitě. Členem ODS se stal v roce 1996. Byl předsedou Oblastní rady ODS Brno-venkov.
V komunálních volbách roku 1998 neúspěšně kandidoval do zastupitelstva města Rajhrad za ODS. Do tamního zastupitelstva byl pak zvolen v komunálních volbách roku 2002 a opětovně v komunálních volbách roku 2006. Neúspěšně sem kandidoval v komunálních volbách roku 2010. Profesně se k roku 1998 uváděl jako student práv a politologie, následně jako poslanec.
Ve volbách v roce 2002 byl zvolen do poslanecké sněmovny za ODS (volební obvod Jihomoravský kraj). Byl místopředsedou sněmovního zahraničního výboru a v letech 2004-2006 zasedal i ve výboru pro evropské záležitosti. Poslanecký mandát obhájil ve volbách v roce 2006, kdy byl opět místopředsedou zahraničního výboru a v letech 2006-2007 členem výboru pro evropské záležitosti. Opětovně byl do sněmovny zvolen ve volbách v roce 2010, kdy byl místopředsedou zahraničního výboru a od listopadu 2012 i členem hospodářského výboru sněmovny. Členem poslanecké sněmovny byl do roku 2013.
V roce 2006 mu bylo při namátkové dechové kontrole řidičů provedené Policií ČR naměřeno asi 2,4 promile alkoholu v krvi. Úřad mu poté uložil pokutu 46 tisíc korun a zakázal mu čtrnáct měsíců řídit. Později navrhoval, aby řidiči museli povinně vozit ve svém autě přístroj na měření alkoholu. Zdůvodňoval to tím že „měli by ho použít před jízdou, když by si sami nebyli jistí, jestli ještě nemají v těle alkohol.“ V roce 2013 přišel o řidičský průkaz znovu, tentokrát za jízdu po dálnici dvousetkilometrovou rychlostí.
V roce 2000 založil firmu Eurovision, spol. s r.o., která se věnovala grantovému a projektovému poradenství pro programy EU a ostatní dotační programy v ČR. Po zvolení do Oblastní rady ODS a po zvolení poslancem se firmě dařilo získávat zakázky u obcí na Brněnsku a také u Jihomoravského kraje. V roce 2007 se změnila společnost Eurovision na akciovou společnost s anonymními majiteli a David Šeich oficiálně tvrdil, že se svého podílu zbavil. Po oficiálním Šeichově odchodu firmě několikanásobně vzrostly tržby. V srpnu 2007 vyhlásil Jihomoravský kraj Veřejnou zakázku na „externí poradenské, konzultační a zpracovatelské služby zaměřené na přípravu a realizaci projektů“. Přihlásilo se pět uchazečů z nichž čtyři zadavatel zakázky vyloučil a ponechal v soutěži jedinou firmu - Eurovision. Tuto zakázku nakonec zkoumal antimonopolní úřad ÚOHS.